# James Garfield
James Abram Garfield, född 19 november 1831 i Orange i Ohio, död 19 september 1881 i Elberon i New Jersey, var en amerikansk advokat och republikansk politiker. Han var USA:s president från mars till september 1881. Han är en av fyra amerikanska presidenter som mördats. Efter William Henry Harrison är Garfield den president som innehaft ämbetet kortast tid.

## Biografi
Garfield var den senaste av USA:s presidenter som kom från den rena underklassen. Han föddes i en timmerstuga i Ohio och växte upp under enkla förhållanden.
Garfield gifte sig den 11 november 1858 med Lucretia Rudolph Garfield.
Efter en akademisk examen i juridik blev han engagerad i det republikanska partiet. Under det amerikanska inbördeskriget gjorde han karriär inom armén och avancerade till generalmajor efter att 1862 framgångsrikt lett en nordstatsbrigad vid Middle Creek i Kentucky. Han var stark motståndare till slaveriet och förespråkade en hård linje mot södern efter inbördeskrigets slut. I ekonomiska frågor tillhörde han den konservativa delen av republikanerna. 
Garfield valdes 1863 in som kongressledamot i USA:s representanthus. År 1879 blev han republikanernas gruppledare i representanthuset.
År 1880 nominerades Garfield som republikanernas presidentkandidat i presidentvalet 1880, som motvikt till den brett impopuläre expresidenten Ulysses S. Grant. Han vann primärvalet och nomineringen något sensationellt. Han vann därefter även det nationella presidentvalet med knappt 2 000 rösters marginal över demokraten Winfield Scott Hancock. Han blev därmed sensationellt den förste kongressledamoten att gå direkt till presidentposten, en bedrift som aldrig upprepats. Garfield hade valts till senator av Ohios kongress, men hade inte tagit ämbetet ännu (och avsade sig det efter att ha vunnit presidentvalet).   
Garfield tillträdde som USA:s president den 4 mars 1881. Hans främsta bedrift, om än i hög grad postumt, var en reform av den federala regeringens erkänt korrupta ämbetsmannasystem, som i hög grad berodde på personliga lojaliteter och tillsättningar, ibland mot ekonomisk ersättning. Han sågs som hederlig och något av en arbetsnarkoman med sinne för detaljer.  
Efter knappt fyra månader i ämbetet blev Garfield emellertid skjuten den 2 juli 1881 av en sinnessjuk Grant-anhängare vid namn Charles J. Guiteau på en järnvägsstation i Washington, D.C. Garfield låg dödligt skadad inne i Vita huset i flera veckor. Alexander Graham Bell, mest känd som uppfinnaren av telefonen, försökte hitta kulan med hjälp av en primitiv metalldetektor som han själv uppfunnit, men misslyckades eftersom Garfield låg i en säng som utan deras vetskap stoppats med ett stålnät, vilket fick maskinen att felreagera. På grund av den kontroversiella ämbetsmannafrågan sågs mordet av vissa som politiskt motiverat. Guiteaus konsekventa hållning var emellertid att han såg sig som sviken sedan han upprepade gånger nekats en diplomatisk post i Europa, vilket han utvecklade till ett större missnöje med Garfields inställning i dessa frågor, och en sympati till den korruptionsfärgade vicepresident Christer A. Arthur istället. Enligt uppgift ska Guiteau ha skrikit ”Arthur är president nu!” efter attentatet.  
Det tog emellertid lång tid för Garfield att dö, och under långa perioder sågs det som sannolikt att han skulle tillfriskna och att försöket misslyckats. Läkarnas hantering av såret ifrågasattes till den grad att Guiteaus försvarare menade att mordanklagelsen var orimlig givet kausalitetsfrågan om vad som så småningom orsakat dödsfallet. Den 19 september 1881 avled Garfield. Han efterträddes av vicepresidenten Chester A. Arthur. Garfield är till idag efter William Henry Harrison, som avled nära 70 år gammal kort efter invigningen, den president som innehaft ämbetet kortast tid.

## Utnämning tillHögsta domstolen
- Thomas S. Matthews, 1881